# Reino Unido en los Juegos Olímpicos de Squaw Valley 1960
El Reino Unido estuvo representado en los Juegos Olímpicos de Squaw Valley 1960 por un total de 17 deportistas que compitieron en 5 deportes.  
El portador de la bandera en la ceremonia de apertura fue el esquiador de fondo John Moore. El equipo olímpico británico no obtuvo ninguna medalla en estos Juegos.